# Rata dormidora rogenca
La rata dormidora rogenca (Muscardinus avellanarius) és un petit rosegador, l'únic membre vivent del gènere Muscardinus. Mesura 6-9 cm de longitud, amb una cua de 5,7-7,5 cm. Pesa 17-20 grams, tot i que arriba a 30-40 g just abans d'hibernar. La seva hibernació dura entre octubre i abril-maig.